# Sukayna bint al-Husayn
Sukayna bint al-Ḥusayn b. ʿAlī b. Abī Ṭālib (in arabo ﺳﻜﻴﻨـة ﺑﻨﺖ ﺍﻟﺤﺴﻴﻦ ﺑﻦ ﻋﻠﻲ ﺑﻦ ﺍﺑﻲ ﻃﺎﻟﺐ‎?; fl. VII secolo) è stata la nipote di ʿAlī b. Abī Tālib, cugino e genero del profeta Maometto.
Ci sono diverse versioni a proposito del suo nome: Umayma (secondo Muhammad ibn al-Sāʾib al-Kalbī, nel Fihrist) o Amīna, o Āmina (Kitāb al-Aghāni, XVI, pp. 139-41). Sua madre, al-Rabāb bt. Imri l-Qays al-Kalbiyya, apparteneva a uno dei più famosi clan Kalbiti e le diede il nome di Sukayna (“serenità”) poiché portò gioia all'interno della famiglia.
Si formò sotto la guida del padre: imparò il Corano, le tradizioni del Profeta e altri insegnamenti religiosi. Al tempo del martirio di questi a Kerbelāʾ nel 680, Sukayna sembra fosse molto giovane. Sua madre fu testimone dell'assassinio e fatta prigioniera con altri membri dell'Ahl al-Bayt (la Famiglia del Profeta) e successivamente fece ritorno con questi a Medina.
Nel 686 circa, Sukayna sposò Musʿab b. al-Zubayr, governatore dell'Iraq per conto del fratello ʿAbd Allāh. Da questa unione nacque la figlia al-Rabāb ma la riconquista dell'Iraq da parte degli Omayyadi nel 691 la rese vedova.
Sukayna quindi fece ritorno a Medina, dove sua cognata Ramla si affrettò ad organizzare per lei un nuovo matrimonio, questa volta con un membro dell'aristocrazia dei Quraysh: ʿAbd Allāh b. ʿUthmān b. ʿAbd Allāh b. Hakīm b. Hizām. La premura per contrarre un nuovo legame matrimoniale era motivata dal rischio di un possibile matrimonio con il califfo ʿAbd al-Malik b. Marwān.
Gli sposi ebbero due maschi e una femmina, la data di morte del suo secondo marito però non è conosciuta. Seguirono due nuove nozze entrambe disastrose: una con al-Asbagh b. ʿAbd al-ʿAzīz b. Marwān, morto prematuramente, e la seconda con Ibrāhim b. ʿAbd Allāh b. ʿAwf, che le permisero tuttavia di mettere a tacere le maldicenze dei Medinesi che disapprovavano la lunga vedovanza della donna.
Il suo terzo e ultimo matrimonio portò Sukayna a sposare Zayd b. ʿUmar, nipote di ʿUthmān b. ‛Affān. Questa volta il matrimonio durò parecchi anni: dal 705 fino alla morte del marito, dopodiché di Sukayna non abbiamo più notizie, salvo quella della data e del luogo di morte, il 23 marzo 736 a Medina.
Gli ambienti religiosi della sua generazione, e in seguito gli autori di adab e di tabaqāt rimasero stupiti, se non scandalizzati, di fronte ad una donna così indipendente e “stravagante” nei comportamenti.
Ci sono differenti descrizioni che la mostrano talora dotata di forte personalità, capace di controbattere il suo interlocutore con battute pungenti e sarcastiche, altre volte incline invece allo sfoggio orgoglioso della propria condizione muliebre: disprezzo per gli uomini, considerati suoi succubi, tra cui vari tradizionalisti (come Sulaymān b. Yasār) ma anche importanti funzionari (come il capo della shurta, ossia la polizia, di Medina).
Cosa certa è che Sukayna proveniva da una famiglia e non mancava di qualità e virtù, sia dal punto di vista caratteriale, sia fisico. Era bella, intelligente, coraggiosa (si dice che avesse affrontato con decisione in moschea quanti avevano, a suo parere, insultato suo nonno ʿAlī), generosa, semplice nello stile e profondamente virtuosa. Viene in questo senso considerata come l'equivalente femminista del medinese Sayyid Sharīf, suo contemporaneo. D'altra parte queste stesse fonti enfatizzano il suo atteggiamento poco conformista per il suo tempo.
Altro aspetto interessante riguardante la sua indole è il fatto di esibire il proprio fascino, anche grazie alla sua singolare acconciatura di capelli, chiamata in suo onore “al-turra al-sukayniyya” (“ricci alla Sukayna).
Una ragione ulteriore per cui fu criticata consisteva nel suo rapporto con i poeti di tashbīb: ʿUmar b. Abī Rabīʿa fece di lei l'eroina di una sua opera. Era dunque amante della poesia e della musica, cosa rara che certo non le procurava stima presso i “benpensanti”. 

I suoi matrimoni e la sua vita amorosa sono interpretati più come gli eccessi di una donna poco pudica e pronta a sposare chiunque, ma di fatto era usanza frequente presso la società coreiscita che una donna avesse vari mariti.
Il contributo di Sukayna nell'ambito della poesia fu essenziale, poiché le garantì nuovo impulso, promuovendo altresì la conoscenza della poesia elegiaca. Appoggiò i poeti di ghazal e apprezzò lo stile compositivo naturale (matbūʿ), in contrasto con quanti sostenevano la necessità dello “sforzo” (per questa ragione ai suoi occhi la poesia di Jarīr era superiore a quella di al-Farazdaq). Stimava inoltre la verità come qualità somma fra le altre e ciò la indusse a condannare una terzina di al-ʿArjī e una trenodia dedicata da ʿUrwa b. Udhayna in memoria del fratello Bakr, a causa della discrepanza fra realtà e abbellimenti introdotti nell'opera.
Da non tralasciare un altro aspetto nell'ambito della cultura di cui si interessò, ossia la musica. Godette di una lunga influenza sulla musica del Hijāz e Ibn Surayj si considerava suo protetto, riservando alla figlia di al-Husayn le sue nuove creazioni, mentre Sukayna gli inviava versi invitandolo a metterli in musica per lei.
Gharīḍ – uno schiavo di Sukayna che in realtà si chiamava ʿAbd al-Malik – trasse beneficio dal suo stato poiché la sua padrona, scoperto il talento canoro del giovane, si occupò della sua formazione, decidendo in seguito quale sarebbe stata la sua specializzazione.
Secondo il Kitāb al-Aghānī, Sukayna mandò lo aveva inviato presso Ibn Surayj perché ricevesse da lui lezioni sul genere musicale e poetico relativo alle melodie funerarie. Il giovane si distinse nel suo compito tanto bene da guadagnarsi l'epiteto di Gharīḍ (“fresca [voce]”).